# Plagiochila wolframii
Plagiochila wolframii es una especie de planta sin flores en la familia de las Plagiochilaceae. 
Es endémica de Perú. Se conoce una sola subpoblación en un área de selva subtropical y tropical, húmeda, de tierras bajas, de menos de 10 km², y tiene destrucción de hábitat.

## Fuente
- Bryophyte Specialist Group 2000. Plagiochila wolframii. 2006 IUCN Lista Roja de Especies Amenazadas; bajado 23 de agosto de 2007

- Datos: Q5489138